# Sebastian Musiolik
Sebastian Musiolik, né le 19 mai 1996 à Knurów en Pologne, est un footballeur polonais qui évolue au poste d'avant-centre au Śląsk Wrocław.

## Biographie

### Carrière en club
Né à Knurów en Pologne, Sebastian Musiolik commence sa carrière professionnelle au ROW Rybnik. Il joue ensuite pour le Piast Gliwice où il découvre l'Ekstraklasa, l'élite du football polonais, jouant son premier match dans la compétition le 20 juillet 2015 contre le Bruk-Bet Termalica Nieciecza. Il entre en jeu à la place de Bartosz Szeliga (en) et son équipe s'impose (1-0). Ne s'étant pas imposé, il retourne ensuite au ROW Rybnik, où il est dans un premier temps prêté, puis transféré définitivement en 2017.
En juillet 2018 il rejoint le Raków Częstochowa.
Le 9 mai 2019 il prolonge son contrat avec le Raków Częstochowa jusqu'en 2022.
Le 1er octobre 2020, il est prêté pour une saison en Italie, au Pordenone Calcio, club évoluant alors en Serie B. Deux jours plus tard il fait sa première apparition pour Pordenone, contre le L.R. Vicence Virtus. Il entre en jeu à la place de Davide Gavazzi (en) et les deux équipes se neutralisent (0-0).
De retour au Raków Częstochowa à la fin de son prêt, il remporte la Coupe de Pologne, jouant la finale le 2 mai 2022 contre le Lech Poznań. Il entre en jeu à la place de Vladislavs Gutkovskis et son équipe s'impose sur le score de trois buts à un,.
Le 28 juin 2024, Sebastian Musiolik rejoint le Śląsk Wrocław. Il signe un contrat de deux ans, soit jusqu'en juin 2026, avec une année supplémentaire en option.

### En sélection
Il est sélectionné à quatre reprises avec les moins de 19 ans en 2015, faisant sa première apparition le 28 mars contre la Géorgie. Il entre en jeu à la place d'Oskar Zawada (en) et son équipe s'impose par quatre buts à un.

## Palmarès
Raków Częstochowa
- Coupe de Pologne (1) :
  - Vainqueur : 2021-22.